# Guerra de los Tepehuán
La Guerra de los Tepehuán fue uno de los conflictos bélicos más importantes del siglo XVII en Nueva España. 
Supuso la pacificación de la etnia tepehuán en el norte del país a través de un sangriento movimiento que inició con el asesinato de un misionero y el ataque a las posiciones españolas. Finalmente triunfaron los peninsulares.